# Žárovka

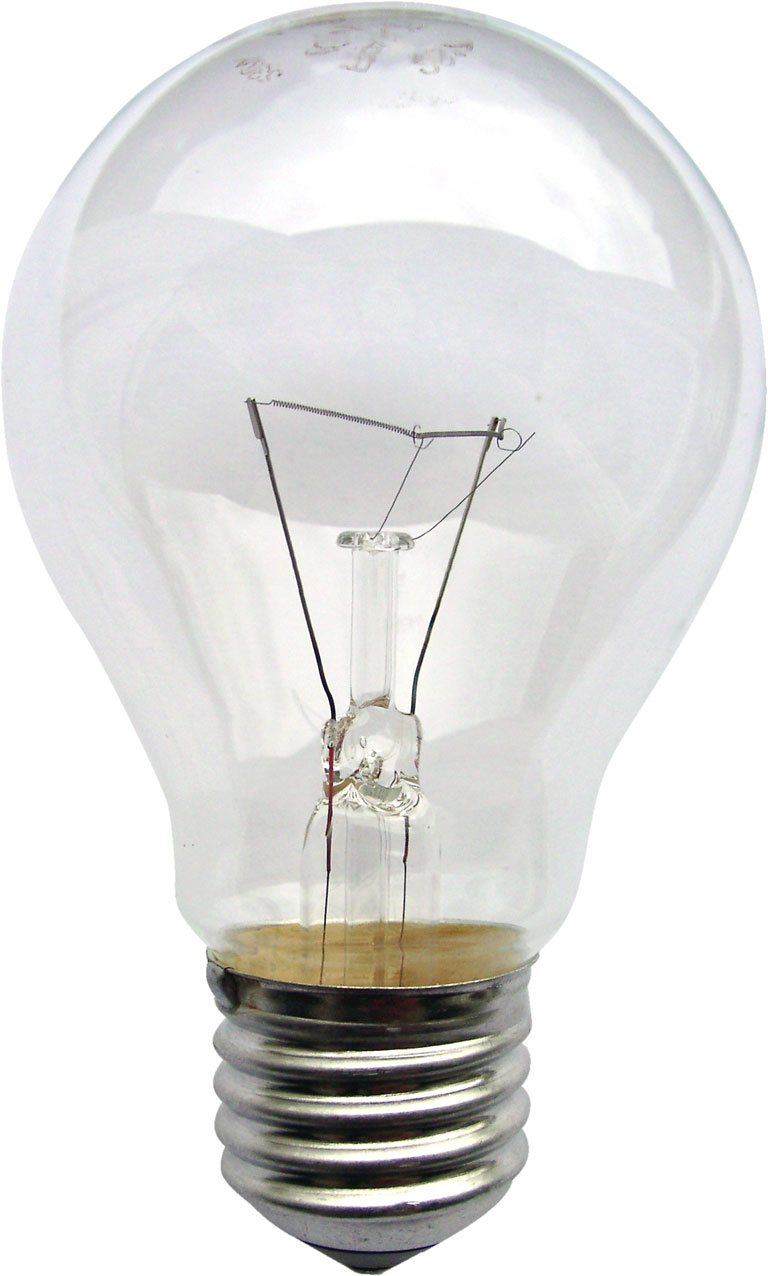
Žárovka nejběžnější velikosti, závit E27

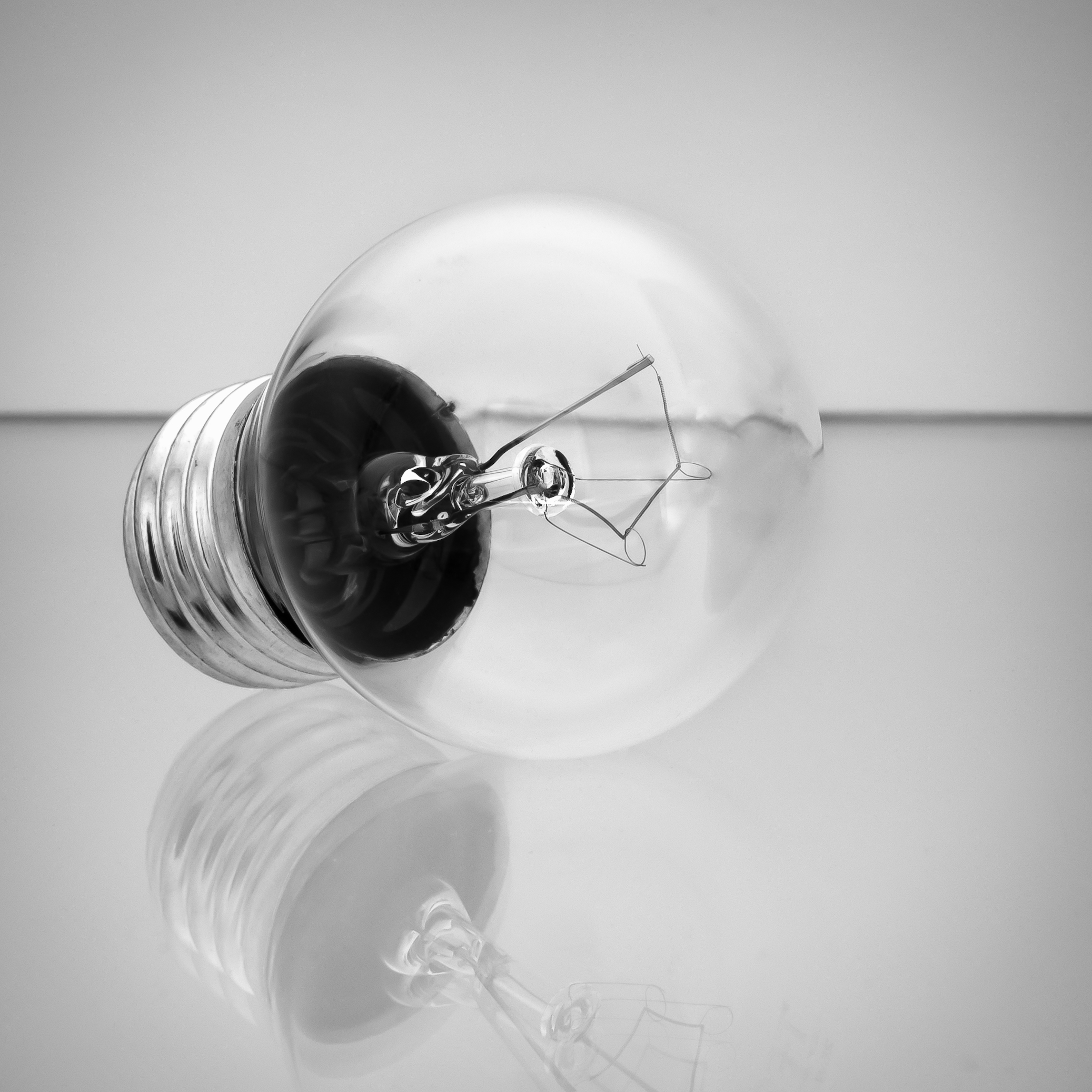
Menší varianta žárovky, závit E27

Žárovka je jednoduché zařízení k přeměně elektrické energie na světlo. Funguje na principu zahřívání tenkého wolframového vodiče elektrickým proudem, který jím protéká. Při vysoké teplotě vlákno žárovky září především v infračervené oblasti, zčásti i ve viditelném světle. U přežhavených žárovek (projekční typy, halogeny apod.) najdeme ve spektru i ultrafialové záření, avšak baňka žárovky z obyčejného skla je pro ultrafialové záření prakticky nepropustná. Z optického hlediska se vlákno žárovky nechová jako absolutně černý zářič, ale jako by bylo o několik set kelvinů teplejší (wolfram je selektivní zářič).
Žárovky jsou mnohem méně účinné než jiné typy elektrického osvětlení, protože na viditelné světlo přemění méně než 5 % elektřiny, kterou spotřebují, většina se přemění na ztrátové teplo. Světelná účinnost typické žárovky pro provoz na 230 V je 10–15 lumenů na watt, zatímco u kompaktní zářivky je to 60 lm/W a u některých bílých LED žárovek přes 200 lm/W.
Žárovky mají obvykle krátkou životnost ve srovnání s jinými typy osvětlení; přibližně 1000 hodin u domácích žárovek oproti 20 000–30 000 hodin u LED osvětlení. Většinu žárovek lze nahradit světelnými diodami (LED žárovkami) a vysoce intenzivními výbojkami. V řadě zemí bylo za účelem snížení spotřeby elektřiny ukončeno používání žárovek. 

## Využití a charakteristika

Schematická značka žárovky

Obyčejná žárovka se dlouho používala v domácnostech jako zdroj světla, než byla vytlačena energeticky úspornějšími zářivkami a následně LED žárovkami. Pro běžné použití byla v Evropské unii a v dalších zemích v podstatě zakázána. V automobilových světlometech, kde má být světlo soustředěno do jednoho místa, se často využívají halogenové žárovky.
Mezi hlavní výhody žárovky, jako světelného zdroje, patří vysoce automatizovaná výroba, vynikající podání barev (Ra = 100), možnost přímého napájení z elektrické sítě, absence zdraví škodlivých látek. Mezi nevýhody patří především nízká účinnost (5 %) a nízký měrný výkon (10 až⁠ 15 lumenů/Watt), krátká životnost (10–⁠25× menší než LED žárovky) a velká závislost parametrů (včetně životnosti) na napájecím napětí (např. cca 220 až 250 V domovní síti v České republice).
Střední doba života standardní žárovky je 800 až 1000 hodin (střední doba života znamená, že po uvedené době musí být v provozu nejméně 50 % původních žárovek).

## Historie
Podle novodobých výzkumů žárovku sestrojilo nezávisle na sobě 20 vědců a vynálezců ještě před Thomasem Alva Edisonem, který ji úspěšně patentoval v roce 1879 a v následujícím roce ji úspěšně uvedl na trh.

### Vynález
První pokusy se žárovkou (principiálně vznik světla žhavením materiálů průchodem elektrického proudu) lze datovat k roku 1802 (Humphry Davy). Vynalezení žárovky je připisováno Heinrichu Göbelovi v roce 1854. S konstrukcí použitelné žárovky (tj. snadná výroba, manipulace, dostatečná svítivost a zároveň i rozumná životnost) experimentovali i další vynálezci. Anglický fyzik Joseph Swan použil ve své žárovce patentované v roce 1879 karbonizovaná vlákna celulózy s mnohem větší účinností a trvanlivostí. Ruský vynálezce A. N. Lodygin získal patenty na žárovky se žhavenými tenkými uhlíkovými tyčinkami v roce 1874, patent z roku 1897 Lodyginovi navíc přiznává primát v použití wolframové spirály v inertním prostředí.
Thomas Alva Edison tedy není původním vynálezcem žárovky, i když právě jeho jméno bývá s vynálezem žárovky nejčastěji spojováno. Edison své technické řešení žárovky úspěšně patentoval v roce 1879 – jeho první žárovka byla rozsvícena 21. října 1879 a svítila 40 hodin. Hned z počátku udělal žárovce velkolepou reklamu: v roce 1880 nasvítil parník, na Světové výstavě jich už svítila zhruba tisícovka. Na trh byly uvedeny žárovky v provedení s bambusovým vláknem a standardní šroubovací paticí E 27 v roce 1881. Svítily asi 600 hodin a byly drahé – 1 dolar a 15 centů. Edisonův přínos spočíval především v tom, že svoje řešení dokázal úspěšně uvést na trh, což se vynálezcům před ním nedařilo a tím v soudní síni svůj vynález nakonec i obhájil.

### Další vynálezy
Ze žárovky se později vyvinula elektronka, která byla základem elektronických přístrojů až do vynálezu tranzistoru. Efekt vyzařování elektronů z rozžhaveného vlákna objevil kolem roku 1890 T. A. Edison a tento efekt je po něm pojmenován.

### Nejnovější inovace
V roce 2017 vědci z MIT publikovali výsledky výzkumu zaměřeného na zvýšení účinnosti žárovky. Kombinací vlákna se selektivním povrchem a filtru odrážejícího infračervené záření se jim podařilo významně zvýšit světelnou účinnost. V ideálním případě by se účinnost takto modifikované žárovky mohla blížit světelným zdrojům na bázi LED.

### Žárovka v českých zemích
První elektrické světlo v českých zemích měl Robertův cukrovar v Židlochovicích, jeden z nejmodernějších podniků té doby. Zde se rozsvítila žárovka již v roce 1881. Na pařížské výstavě svítily žárovky v roce 1881 a téhož roku měla elektrické osvětlení Daňkova strojírna v Praze. První divadlo s vlastním elektrickým osvětlením na evropské pevnině mělo Brno – Mahenovo divadlo bylo otevřeno koncem roku 1882. Elektrické osvětlení v Národním divadle bylo zadáno v roce 1883. K místní tovární výrobě žárovek došlo ale až roku 1920.

## Konstrukce
1. Skleněná baňka
2. Náplň : nízkotlaký inertní plyn
3. Wolframové vlákno
4. Kontaktní vlákno
5. Kontaktní vlákno
6. Podpůrná vlákna
7. Držák (sklo)
8. Kontaktní vlákno
9. Závit pro objímku
10. Izolace
11. Elektrický kontakt fáze

Původní Edisonovy žárovky měly uhlíkové vlákno (zuhelnatělý bambus), později byl využíván tantal (vhodné bylo ještě osmium nebo molybden). Dnes se využívá wolfram, který lépe odolává vysokým teplotám. Aby vlákno neshořelo, je umístěno v baňce z obyčejného skla, ze které je vyčerpán vzduch. U standardních žárovek do 15 W je obvykle baňka vakuovaná (vzduchoprázdná), u silnějších žárovek je plněná směsí dusíku a argonu, ale řidčeji také kryptonem nebo dokonce xenonem. Tyto náplně umožňují vyšší provozní teploty vlákna, omezují jeho stárnutí rozprašováním nebo odpařováním. U standardních a velkých žárovek je náplň volena tak, aby se za provozu tlak v baňce přibližně srovnal s tlakem atmosférickým.

### Baňky

Žárovky se vyrábějí s baňkami mnoha tvarů, ovšem standardizovaných.

Kulové skleněné baňky mají různé rozměry a konstrukční označení:
- A60 – průměr 60 mm, např. pro žárovky 100 W.
- G45 – průměr 45 mm, pro žárovky nižších výkonů.

Kromě kulových baněk se používají například „svíčkové“ žárovky, s protáhlými baňkami.

### Patice
Konektor žárovek zároveň běžně slouží i pro mechanické upevnění tohoto zařízení, nese i jeho hmotnost. Patice mají nejrůznější konstrukce, každá s vlastním typovým a rozměrovým označením nebo názvem.
- závitové
  - Edisonův závit
    - E27 – o průměru 27 mm, vůbec nejběžnější závit žárovek v našich domácnostech, např. pro 100W žárovky.
    - E14, tzv. miňonka – pro zúžené žárovky například do víceramenných lustrů.
    - E10 – malá žárovka určená k signalizaci nebo na ozdobu
    - E12, E40 ...

  - používají se i jiné závity, například „T--“ a další.
- nezávitové – dalšími paticemi jsou například různé druhy bajonetových patic, například GU10.

#### Dvoustranné opaticování
Kromě jednostranných patic existuje i dvoustranně kontaktní konstrukce žárovek, tzv. sufitka.
Dvoustranně jsou opaticované i klasické zářivkové trubice, ty však mají na každé straně obvykle dva kontakty, kolíčkové nebo jehlové.

## Použití
Jakožto teplotní světelný zdroj dávají stálé spojité světelné spektrum, proto jsou vhodné do domácností, kuchyní, dílenských provozů a všude tam, kde je potřeba zachovat věrnost barev. Z tohoto pohledu vycházejí lépe než běžné výbojové zdroje, jako zářivky a výbojky, které naopak bývají monochromatické a pulsují s frekvencí elektrorozvodné sítě (ty bez elektronického zapalovače případně frekvencí danou elektronickým zapalovačem).

### Výhody žárovek
- Jas žárovek se dá plynule regulovat.
- Je možné získat vyšší světelný tok zvýšením napájecího napětí; u běžné žárovky při užívání o 5 % vyššího napájecího napětí vzroste světelný tok asi o 20 %, zatímco životnost takové žárovky klesne na 50 % z původní hodnoty.
- Výroba žárovek je mnohem jednodušší, levnější a energeticky úspornější. Konstrukčně jsou jednoduché, neobsahují žádný elektronický zapalovač.
- Proveditelnost pro široký rozsah napětí od méně než voltu až po jednotky kilovoltů (na rozdíl od jiných typů zdrojů světla, u nichž je napětí dané jejich fyzikální podstatou a vyžadují dodatečné přizpůsobovací obvody).
- Dříve využívaný velký rozsah příkonů od zlomků watu po kilowaty (než byla nahrazena modernějšími a úspornějšími světelnými zdroji)
- Žárovky jsou z hlediska materiálů ekologicky nezávadné, protože neobsahují žádné nebezpečné látky (sklo, wolfram, inertní plyn jako je dusík a argon a běžný konstrukční kov na patici a držák vlákna). Zářivky, které dříve sloužily jako náhrada žárovek, se musí složitě ekologicky likvidovat jako nebezpečný odpad, protože obsahují rtuť a toxický luminofor a u zářivek s elektronickým zapalovačem další elektrotechnické součástky. U LED žárovek, podobně jako u ostatních elektronických zařízení je téměř nemožná recyklace vnitřní elektroniky, recyklovat lze pouze plastový obal a plech z patice, případně hliník z chladiče LED diod.
- Žárovky neemitují žádné nebezpečné záření.
- Žárovky vyzařují spojité spektrum světla podobně, jako je tomu u slunečního záření.
- Žárovky mohou sloužit jako kombinovaný světelný a tepelný zdroj (akvaristika, teraristika).

- Žárovky téměř neblikají, z toho důvodu je jich možné použít i tam, kde se vyskytují rychle rotující předměty (zejména v dílnách s obráběcími stroji).

### Nevýhody žárovek
- Velmi nízká energetická účinnost – většina elektrické energie (až 95 %) se promění v teplo. Účinnost žárovek ovšem roste s příkonem (viz tabulka Světelná účinnost). Pokrytí vlákna vrstvou však může zvýšit účinnost.[14]
- Žárovky mají kratší životnost, která se pohybuje nejčastěji kolem 800–1000 hod. provozu. Jde o ekonomický kompromis mezi účinností a životností; vysoce účinné přežhavené žárovky (např. v kinoprojektorech) mají velmi krátkou životnost, naopak tzv. podžhavené (též dlouhoživotné) žárovky s nízkým světelným tokem (tedy nízkou účinností) mají násobně delší životnost.
- Některé halogenové žárovky emitují také ultrafialové záření, avšak baňka žárovky je pro něj prakticky nepropustná.
- Regulace jasu ovlivňuje barvu světla, od tmavě červené po jasně bílou (na rozdíl např. od LED, kde se s příkonem a jasem spektrum vyzařovaného světla nemění)

## Regulace výkonu
Konstrukce žárovkám dovoluje jejich používání i při nižších, než jmenovitých napětích: příkon je přímo úměrný kvadrátu napětí, takže i produkovaný světelný zářivý výkon se s napětím plynule mění. Pro regulaci se i v domácnostech běžně používají tzv. stmívače. Stmívače jsou naopak nepoužitelné u obyčejných zářivek, například kompaktní zářivka se jím zničí.

### Přežhavené žárovky
U vysoko přežhavených žárovek (také halogenových) bývá provozní tlak mnohonásobně vyšší, než atmosférický. To je třeba brát na zřetel a omezit možnost exploze speciálním sklem, síťkou a podobně. Tam, kde tato možnost není, (optická zařízení, reflektory) je nutno počítat s rizikem rozlétnutí žhavých střípků. Tyto žárovky bývají plněny halogenidovými sloučeninami, původně čistým jódem, nyní různými organickými sloučeninami bromu (brommetan, bromofosfonitrit, apod.)

### Halogenová žárovka

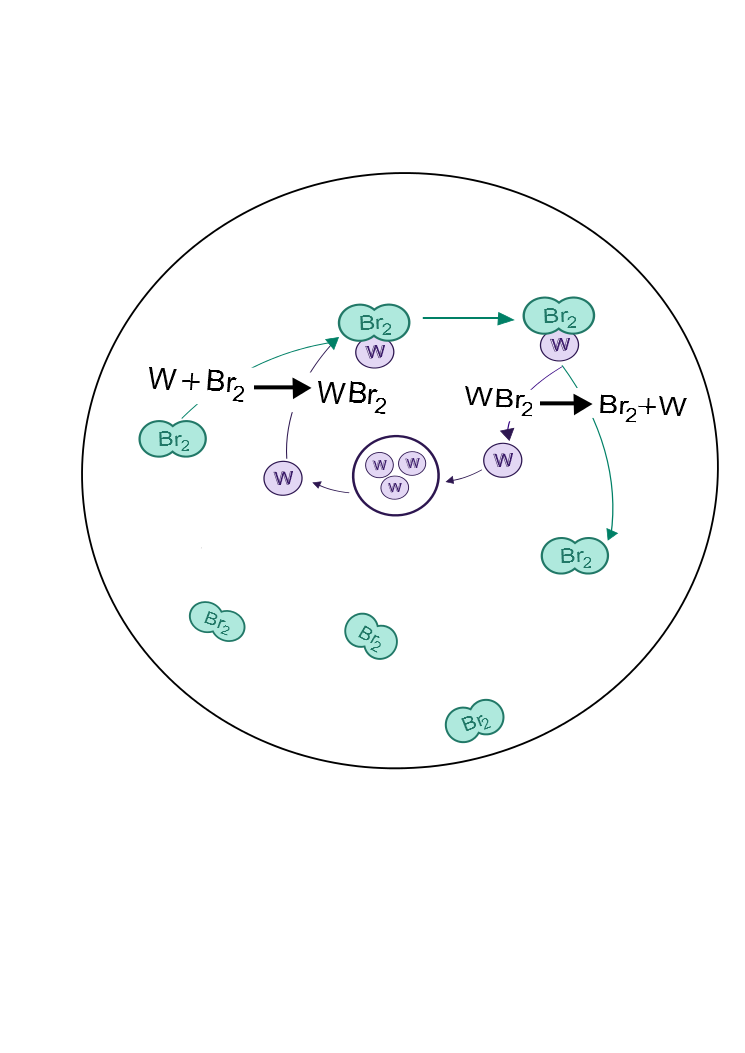
schéma halogenového cyklu

Halogenová žárovka je speciální druh žárovky, u které se dosahuje vyšší teploty vlákna (a tedy vyšší světelné účinnosti a bělejšího světla) a/nebo delší životnosti tím, že se do atmosféry uvnitř baňky přidá sloučenina halového prvku (halogenu, např. bromu nebo jódu). V žárovce probíhá tzv. halogenidový cyklus, kde se při vysoké teplotě vypařující wolfram slučuje a rozpadá např. s bromem. Díky tenzi wolframových par v blízkosti vlákna se omezuje jeho vypařování – výsledkem je asi o 10 % delší životnost a zvýšení světelného toku (měrný zářivý výkon až 20 lm/W).

## Nahrazování
Pro delší životnost a lepší energetickou účinnost jsou žárovky, včetně halogenových, po celém světě nahrazovány (v některých zemích i nuceně právními regulacemi), především LED žárovkami a výbojkami. Například v Evropské unii se nesmí klasické žárovky prodávat od roku 2012, od roku 2018 ani halogenové žárovky. Výjimku mají žárovky pro speciální použití.
K roku 2021 bylo na světových trzích světelných zdrojů více než 50 % LED žárovek. Výhodou LED žárovek je delší životnost, odolnost proti častému spínání a okamžitý start na plný světelný výkon. V některých případech i možnost nastavit libovolnou barvu světla (systémy s trojicí RGB diod).
Teoretická životnost LED se pohybuje kolem 50 000 až 100 000 provozních hodin. U LED osvětlení je také dosaženo vyšší provozní účinnosti a to až 98 %.[zdroj?] U klasických žárovek s wolframovým vláknem se provozní účinnost vztažená k citlivosti lidského oka pohybuje kolem pouhých 2 %.

### Porovnávání

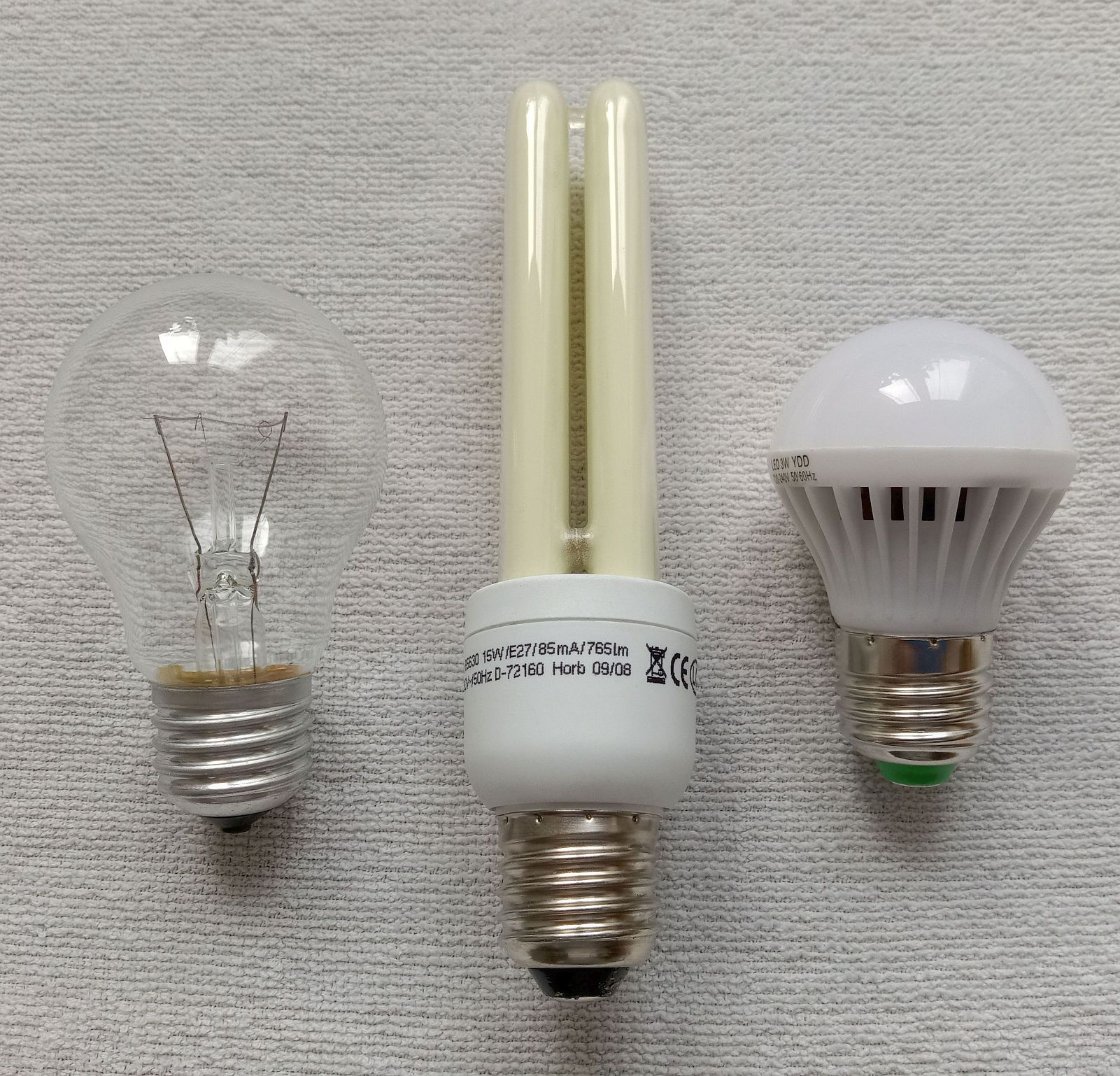

Při porovnávání LED žárovek a klasických žárovek se nedoporučuje srovnávat příkon ve wattech, ale raději světelný tok (světelný výkon) v lumenech. Vývoj technologie LED stále probíhá, není tedy možné podobně jako u kompaktních zářivek sestavit srovnávací tabulku podle příkonu. Watty tak mohou být zavádějící a srovnání rychle zastarává, navíc jsou v obchodech k dispozici LED-žárovky různých generací. V obchodě lze klidně momentálně (tj. roku 2018) vedle sebe nalézt LED se světelnou účinností od 50 lm/W do 140 lm/W což představuje téměř trojnásobný rozdíl světelné účinnosti a tím i příkonu potřebného pro stejný světelný tok. Vždy je tedy nutné zkontrolovat slibovaný světelný tok, který by měl být alespoň takový, jako nahrazovaná žárovka. Na obalech LED-žárovek se však vedle skutečného příkonu obvykle také uvádí, jak silnou klasickou žárovku (ekvivalentní příkon ve Wattech) tato LED-žárovka nahrazuje se stejnou svítivostí, protože zákazníci již mají tato čísla zažitá (např. LED-žárovky do stolních lamp dnes mívají příkon 5–7 Wattů, zákazník však shání „čtyřicítku“). Navíc je nutné zohlednit barvu (teplotu) světla a směrovou vyzařovací charakteristiku.
| Příkon (Watt) | Světelný výkon (lumen) |
| ------------- | ---------------------- |
| 100           | 1300–1400              |
| 75            | 920–970                |
| 60            | 700–750                |
| 40            | 410–430                |
| 25            | 220–230                |